# Caspar Paslich
Caspar Paslich (1530 - 1597) var gennem mange år diplomat og jurist i den danske konges tjeneste.
Han var af adelig pommersk slægt, født og opvokset i Rostock. Uddannede sig som jurist ved tyske universiteter og blev færdig i 1553.
Caspar Paslich kom 1557 til Danmark, hvor han blev ansat af kong Christian 3. i Tyske Kancelli. Dets arbejdsområdet var forholdet mellem kongeriget og hertugdømmerne samt udenrigspolitikken især forholdet til den tyske kejser og de mange tyske fyrstestater, bispedømmer og fristæder. Paslich blev en af kongens betroede mænd, en diplomat som kongen sendte rundt i Europa på vigtige opdrag.
Paslichs løn var afkastet af danske godser/gårde herunder Rønnebæksholm ved Næstved, som han fik overdraget af Frederik 2. som privat ejendom i 1571 for sin tro tjeneste.
Paslich boede med sin familie på Rønnebæksholm fra 1571 til sin død i 1597. Han ligger begravet i Sankt Peders Kirke i Næstved under sin gravsten i den sydlige side af koret.
OBS: Slægten Paslich optræder i Danmarks Adels Aarbog under staveformen Paslick.

## Paslichs Calendarium
Caspar Paslich kom i 1551 i besiddelse af bogen Calendarium Historicum, skrevet af Paulus Eberus (Paul Eber).
Calendarium Historicum indeholder en oversigt over vigtige historiske begivenheder, hvor hver dag i et år har fået tildelt én side. På alle sider er der plads til, at ejeren af bogen har kunnet skrive egne optegnelser.  Det har Paslich gjort fra 1551 til 1588. Det er optegnelser om personlige og private forhold, om hans embede som rådgiver og diplomat for to danske konger og om historisk-politiske forhold. Dagbogen er ført på latin og giver et unikt indblik Paslichs liv og gerning.
Calendariet opbevares på Uppsala Universitets Bibliotek. En udskrift (på latin) er udgivet af O. Walde i Danske Magasin, 6. (1913)
En kommenteret dansk oversættelse er udarbejdet og offentliggjort som webpræsentation i 2017.